# Дакар-Йофф
Міжнародний аеропорт імені Леопольда Седара Сенгора (фр. Aéroport international Léopold-Sédar-Senghor, IATA: DKR, ICAO: GOOY) — міжнародний вантажний і колишній пасажирський аеропорт, який обслуговує столицю Сенегалу — Дакар. Аеропорт розташований поблизу міста Йофф, північного передмістя Дакара. Він був відомий як Міжнародний аеропорт Дакар-Йофф (фр. Aéroport international de Dakar-Yoff) до 9 жовтня 1996 року, коли його перейменували на честь Леопольда Седара Сенгора, першого президента Сенегалу.
Зараз цей аеропорт є другорядним. Через малі розмірів 7 грудня 2017 року його замінив новий більший аеропорт Дакар-Діас.

## Авіакомпанії та напрямки

### Вантажні
| Авіакомпанія      | Пункт призначення                                              |
| ----------------- | -------------------------------------------------------------- |
| Emirates SkyCargo | Сан-Паулу-Кампінас, Дубай-Аль-Мактум                           |
| Lufthansa Cargo   | Буенос-Айрес-Есейса, Сан-Паулу-Кампінас, Франкфурт, Монтевідео |
| Med Airlines      | Касабланка                                                     |